# Кандирування

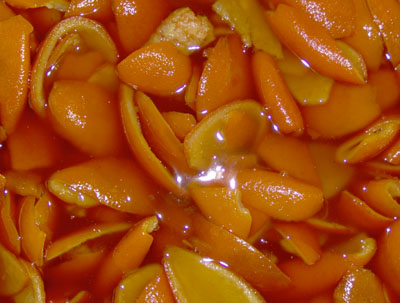
Зацукровані апельсинові кірки

Кандирування (від англ. candying — «цукрування») — метод консервування свіжих фруктів в цукровому сиропі для збільшення вмісту в них цукру до 70 % і зниження вмісту води для отримання цукатів. Для кандирування зазвичай використовується вишня, ананас, слива, імбир, полуниця, шкірка цитрусових, кавун, груша, гарбуз, папая, а також деякі види квітів (напр.фіалки).